# Rigarda
Rigarda là một xã trong tỉnh Pyrénées-Orientales, vùng Occitanie phía nam nước Pháp. Xã Rigarda nằm ở khu vực có độ cao 298 mét trên mực nước biển.